# Вторая теорема благосостояния
Вторая теорема благосостояния — теорема, которая утверждает, что Парето-оптимальное состояние на рынке можно реализовать в качестве равновесия.
Вторая теорема благосостояния является обратной по своей формулировке первой. Вместе эти теоремы имеют гигантское значение для современной экономической науки.

## Значение
При выполнении ряда предпосылок любое существующее Парето-оптимальное состояние можно реализовать рыночными методами. То есть, если из множества Парето-оптимальных состояний рынка нам по какой-либо причине (например, мы считаем его наиболее справедливым) нравится какое-либо конкретное, то, манипулируя только исключительно доходами (количеством имущества во времени) индивидов и фирм, мы можем достичь принятия ими таких решений, которые в равновесии будут давать результат, совпадающий с выбранным нами состоянием. Таким образом, экономическая наука при помощи этой теоремы разделяет проблемы справедливого распределения и эффективности.

## Предпосылки
- Большое число потребителей
- Никто не может влиять на цену, то есть никто не имеет рыночной власти (англ. price taker)
- Товар на рынке является нормальным
- Нет экстерналий
- Предпочтения потребителей должны быть выпуклыми (это дополнительная предпосылка по отношению к первой теореме благосостояния).

## Выводы
- При выполнении предпосылок Парето-оптимальное состояние на рынке можно реализовать в качестве равновесия;
- Проблемы справедливости и эффективности распределения благ разделимы;
- Для достижения желаемого эффективного состояния рынка достаточно перераспределить доходы или имущество (начальный запас);
- Манипулирование ценами является искажающим действием, поэтому такой механизм достижения желаемого равновесного состояния может привести к неэффективному равновесию;
- Любое действие внешнего агента (по отношению к рынку), влияющие на механизм выбора своего решения агентами рынка, может приводить к неэффективному равновесию, то есть предпочтительнее прямые налоги, а не косвенные.

## Пример
В России считается справедливым, что пенсионеры должны иметь возможность передвигаться достаточно свободно по территории страны, используя общественный транспорт (в том числе в рамках одного населённого пункта), поэтому долгое время он оставался де-факто бесплатным для пенсионеров. Но многие пенсионеры (например, живущие в сельской местности) не пользовались транспортом вообще. А другие (преимущественно в крупных городах) использовали общественный транспорт для поездок в дешёвый магазин на другом конце города, где они могли купить хлеб на 10 коп. дешевле, при этом стоимость их проезда для государства могла превышать 50 рублей. Как видно, бесплатный проезд был, с одной стороны, несправедлив к сельским пенсионерам, а с другой — крайне неэффективен для городских (экономия 10 копеек обходится в 10—50 рублей). Поэтому была предложена концепция монетизации льгот, по которой всем пенсионерам выдаётся одинаковая сумма денег, которой должно хватить на покупку карточки для проезда в общественном транспорте в большинстве городов (за исключением 10-15 самых крупных и дорогих). Таким образом, пенсионеры, получив средства на руки, могут потратить их с большей пользой.
Сама концепция была абсолютно правильна с точки зрения экономической науки, но была реализована достаточно плохо, что даже привело к массовым народным выступлениям.
Первая и вторая теоремы благосостояния вместе частично отвечают на наиболее острую критику в адрес классической экономической школы, то есть был показан механизм и условия достижения эффективности при помощи конкуренции на рынке.